# Мадонна (певица)
Мадонна (англ. Madonna; род. 16 августа 1958, Бей-Сити, Мичиган, США), полное имя — Мадо́нна Луи́з(а) Чикко́не (англ. Madonna Louise Ciccone; фамилия во втором замужестве — Ри́чи), — американская автор-исполнительница, поп-певица, танцовщица, музыкальный продюсер, а также актриса, режиссёр и детская писательница.  Самая коммерчески успешная исполнительница в истории по версии «Книги рекордов Гиннесса».
Прославилась постоянным «перепридумыванием» (переосмыслением) своей музыки и образов. Стала одной из первых женщин-музыкантов, сделавших успешную карьеру на известной студии звукозаписи, не потеряв при этом творческую или финансовую самостоятельность. Приобрела скандальную репутацию благодаря использованию вызывающих эротических образов и вольному обращению с религиозной тематикой. Клипы певицы стали неотъемлемой частью истории MTV, привнеся в мейнстрим новые тематики текстов и образов видеоклипов.
Одна из трёх самых богатых женщин в музыкальной индустрии — $850 млн по оценке журнала Forbes на май 2024 года. Оказала большое влияние на последующих исполнителей. Журнал Time перечислил Мадонну среди «25 женщин прошлого столетия, обладающих наибольшей властью» за вклад в популярную музыку. С конца 1980-х СМИ стали называть Мадонну «королевой поп-музыки».
В 2017 году журнал Billboard назвал её самым успешным артистом чарта синглов Hot 100 после группы The Beatles. Журнал Rolling Stone включил её в списки «100 величайших авторов песен» и «50 величайших исполнителей» всех времён. Удостоилась многих наград, в том числе семи премий «Грэмми» и включения в Зал славы рок-н-ролла.
Кинокарьера певицы сложилась менее удачно, несмотря на «Золотой глобус» за лучшую женскую роль. В 2000 году комитет по присуждению антипремии «Золотая малина» назвал её худшей актрисой XX века, однако по прошествии времени многие работы в кино были оценены выше.

## Биография

### 1958—1979: Детство и юность

Мадонна в студенческом городке Анн-Арбор в 1978 году

Родилась 16 августа 1958 года, в субботу, в городке, расположенном на берегу озера Гурон штата Мичиган. Отец, Сильвио Энтони Чикконе, итало-американец, физик-оптик по образованию, со временем сделал карьеру ведущего инженера-конструктора оборонного КБ концерна Chrysler/GM. Мать и тёзка певицы — Мадонна Луиза Чикконе (в девичестве — Фортен), была франкоканадкой и периодически работала техником рентгенографии. Мадонна — третья из шести детей в семье и первая дочь, названная поэтому в честь матери — Мадонной Луизой.
Мадонна-младшая училась в католических школах и участвовала в группе поддержки баскетбольной команды. Старшие классы окончила в светской школе, где впервые не носила школьную форму и играла в театральных постановках. Наибольшее влияние на Чикконе в это время оказала учительница философии и истории Мэрилин Фэллоус, взявшая на себя роль матери в её воспитании. Сверстники недолюбливали юную Чикконе за блестящую успеваемость и расположение учителей.
Ключевым событием отрочества стало выступление на вечере талантов школы в 14-летнем возрасте. На нём покрытая зелёной и розовой краской артистка в топе и шортах шокировала публику исполнением танца под известную песню «Baba O'Riley» группы The Who. Это выступление разрушило её репутацию примерной девочки, в городе его долго обсуждали, а отец посадил дочь под домашний арест. «Героиню дня», её братьев и сестёр стали поддразнивать: «Мадонна — потаскуха». По мнению музыкального критика Люси О’Брайен, борьба против стереотипного отношения к женщине по критерию «девственница / потаскуха» стала одним из основных стимулов творчества Мадонны.
Хотя Мадонна с четырёх лет подражала танцам Ширли Темпл, серьёзные занятия балетом она начала почти в 15-летнем возрасте. С этого момента балетмейстер и Кристофер Флинн стал оказывать на неё наибольшее влияние. Флинн водил ученицу на классические концерты, выставки и в клубы. Безответная влюблённость ученицы в преподавателя нетрадиционной ориентации на 30 лет старше серьёзно беспокоила её отца. Внешний вид отличницы изменился в сторону неряшливого отпугивающего окружающих богемного облика, однако успеваемость оставалась идеальной.
Окончила школу экстерном в 1976 году за полгода до выпускных экзаменов. Она продолжила хореографическое образование в престижном Мичиганскогом университете, переехав в Анн-Арбор и отучившись эти полгода на подготовительном отделении. В ответ на запрос из университета перечислить сильные стороны будущего студента школьные учителя написали, что Мадонна «весьма талантлива, упорна, целеустремленна, эрудированна, способна к совершенствованию» и имеет «прекрасное чувство юмора». Выбор «несерьёзной» профессии танцора-хореографа стал причиной трещины в отношениях Мадонны с отцом, желавшим видеть дочь-отличницу врачом или юристом. Во время учёбы она стала встречаться с афроамериканским ударником Стивеном Бреем, своим будущим соавтором и сопродюсером.

### 1980-е годы: Ранний период

#### Начало карьеры в Нью-Йорке
Мадонна в рок-группах
Через полтора года учёбы в университете Чикконе попала на мастер-класс Американского фестиваля танца к известному нью-йоркскому хореографу Перл Ланг — ученице культового хореографа Марты Грэм — и загорелась мечтой попасть в её труппу. По совету Флинна она бросила университет после пяти семестров и в 1978 году переехала в Нью-Йорк, оставив в Детройте своего бойфренда Брея, с мечтой в будущем открыть свою собственную танцевальную студию. После нескольких месяцев стажировки в третьем составе у Элвина Эйли она прошла кастинг и поступила в труппу Ланг. Вскоре Чикконе дебютировала на нью-йоркской сцене в постановке Ланг «Я больше никогда не видел других бабочек» в роли мальчика из еврейского гетто.
Мадонна танцевала у Ланг далеко не в первом составе, что не позволяло оплачивать аренду жилья. Она подрабатывала в Burger King и Dunkin' Donuts, но была быстро уволена: сожгла печку, затанцевавшись за прилавком, и облила джемом хамившего посетителя. Ланг через знакомых устроила подопечную на вечернюю подработку гардеробщицей в дорогой ресторан «Русская чайная». Там Мадонна продержалась два месяца, но была уволена из-за неподобающей одежды. Тогда же стала подрабатывать натурщицей в художественной студии и ню-моделью фотографов.
Танцовщица снимала комнату в дешёвом и опасном районе Нью-Йорка, где была изнасилована в подъезде. 19-летняя Чикконе, получившая психологическую травму, не заявила в полицию о преступлении, «чтобы избежать дополнительного унижения». Вскоре она стала рассеянной на занятиях в классе и перестала верить в своё танцевальное будущее с труппой Перл Ланг. Из-за нехватки средств для оплаты аренды Чикконе стала пробоваться в мюзиклы Бродвея и подтанцовки. Это было первым «понижением в жанре» после балета современного танца, так как съёмки танцовщиков в обнажённом виде были в то время почти нормой.
В 1979 году на кастинге в подтанцовку для мирового тура французского диско-певца Патрика Эрнандеса выступление привлекло внимание его бельгийских продюсеров — Ван Лье и мадам Перрелен. Они попросили танцовщицу спеть. Она исполнила, по их воспоминаниям — «Jingle Bells», по памяти Мадонны — «(You Make Me Feel Like) A Natural Woman». Профессионалы отметили приятный тембр голоса и пригласили артистку в Париж, где пообещали сделать из неё «что-то вроде танцующей Эдит Пиаф».
Артистка окончательно оставила труппу Ланг, своего тогдашнего возлюбленного Дэна Гилроя и шесть месяцев провела с туром Эрнандеса во Франции, Бельгии и Тунисе. Продюсеры не разрешали ей говорить по-английски и убеждали в перспективности карьеры диско-поп-певицы, но 20-летняя Мадонна была увлечена панк-роком и отказывалась записывать подготовленный для неё материал. Полгода спустя она бросила продюсеров и вернулась в Нью-Йорк к ждавшему её Гилрою.
Дэн Гилрой оказал огромное влияние на превращение Чикконе из танцовщицы в музыканта: научил играть на ударных и электрогитаре, преподал основы композиции. Вскоре она стала достаточно умелым ударником и была принята в группу Гилроя Breakfast Club. В 1980 году через несколько месяцев в группе барабанщица вместе с бас-гитаристом Гэри Берке покинула Breakfast Club.
Вместе с Берке и Майклом Монахэном певица собрала команду Madonna And The Sky, которая быстро распалась. Следом она создала рок-группу Emmy. Они подражали британским группам, особенно ранним The Pretenders, и Чикконе играла на гитаре и пела собственные песни. Бывший бойфренд Стивен Брей был приглашён из Детройта на вакантное место ударника.
Весной 1981 года состоялось знакомство с владелицей студии звукозаписи Gotham Records Камиллой Барбон. Барбон «разглядела в ней звезду» и взялась быть личным менеджером певицы при условии, что та уйдёт из группы. Чикконе согласилась. Барбон окружила её хорошими музыкантами для записи и выступлений. Чикконе сделала несколько демозаписей и играла в маленьких клубах и на студенческих вечеринках. Менеджер считала подопечную новой Крисси Хайнд и добивалась контракта с крупным лейблом, но боссы не хотели рисковать и вкладывать деньги в рок-исполнительницу.

#### Madonna
Пока менеджер Барбон видела в Чикконе новую рок-звезду и полтора года пыталась устроить контракт с лейблом, её подопечная решила попробовать себя в другом жанре. Вместе с ударником Стивеном Бреем они сочинили четыре песни в танцевальном стиле: «Everybody», «Ain’t No Big Deal», «Stay» и «Burning Up». Кассету с демозаписью Мадонна решила тайно от Барбон распространить в клубе «Danceteria» на Манхеттене. Диджей клуба Марк Каминс через своего знакомого A&R-менеджера Майкла Розенблатта устроил Чикконе встречу с Сеймуром Стейном, основателем лейбла Sire Records. Тот незамедлительно подписал с Мадонной контракт на выпуск сингла. Песни периода 1979—1982 частично принадлежали Барбон и так и не были выпущены официально.
После подписания контракта Мадонна Чикконе в целях упрощения стала называться просто «Madonna», так как итальянскую фамилию Ciccone часто неправильно произносили на американский манер «Сиккон» (англ. sick cone — рус. больной конус). Кроме того, исполнительница считала своё имя «рок-н-ролльным» и «хорошо подходящим для сцены» (см. песни «Rock and Roll Madonna», «Lady Madonna» и прозвище «Мадонна» Джоан Баэз). Решение использовать имя без фамилии по факту сделало его мононимичным сценическим именем, пусть и совпадающим с личным именем — это создало сложности культурного восприятия в тех странах, где слово «Мадонна» (итал. Ma donna — рус. моя госпожа) является нарицательным.
Песню «Everybody» выпустили синглом, а также сняли за 1500 долларов видео для клубов. Сингл поднялся на 3-е место в чарте Hot Dance Club Songs, а потом на 107-е место в основном чарте Billboard Hot 100, немного не дотянув до первой сотни. Менеджмент посчитал это отличным результатом и выпустил ещё один пробный сингл «Burning Up», на который сняли первое видео Мадонны c нормальным бюджетом. Сингл повторил результат в Hot Dance Club Songs, а клип впервые попал в небольшую ротацию на MTV. Тогда с Мадонной заключили контракт на альбом. Продюсировать диск наняли штатного аранжировщика Warner Регги Лукаса.
В июле 1983 года вышел дебютный альбом под названием Madonna. По мнению музыкального критика О’Брайен, на Madonna её музыка звучала как нечто среднее между Пэт Бенатар и Тиной Мари. Четвёртый сингл «Lucky Star» (авторства Мадонны) стал её первым хитом в ТОП-5 Billboard Hot 100. Успех сингла помог альбому достигнуть первой десятки в чарте Billboard 200. Пластинке понадобилось 9 месяцев, чтобы стать «золотой». После записи альбома менеджером Чикконе стал Фредди Деманн.

#### Like a Virginи первый брак
В сентябре 1984 года Мадонна исполнила сингл «Like a Virgin» (авторства Тома Келли и Билли Стейнберга) на первой церемонии награждения MTV Video Music Awards. Мадонна была одета в подвенечное платье и, сломав в начале песни каблук, не остановила номер, а стала валяться по сцене. Это выступление шокировало американскую телеаудиторию. Песня стала одним из главных свадебных хитов на долгие годы. Сингл «Like a Virgin» 6 недель оставался на первом месте хит-парада Billboard Hot 100. Песня вошла в список «200 знаковых песен всех времен» под эгидой Зала славы рок-н-ролла в США.
Второй альбом Like a Virgin вышел в ноябре 1984 года. Лейбл по-прежнему не разрешал Мадонне продюсировать свой альбом, но ей дали денег на особо востребованного в то время аранжировщика Найла Роджерса. Диск впервые в карьере певицы возглавил альбомный чарт США. Хотя большинство песен альбома написаны Мадонной, главным хитом Like a Virgin после лид-сингла стала «Material Girl» Питера Брауна и Роберта Ранса. Название песни закрепилось в качестве прозвища само́й певицы. Первый тур «The Virgin Tour» проходил в 1985 году и включал только города США. Тур вызвал «мадонноманию»: девочки массово одевались «под Сьюзен/Мадонну» из фильма «Отчаянно ищу Сьюзен».
В июле 1985 года журналы Penthouse и Playboy опубликовали чёрно-белые фотографии обнажённой певицы из танцевального прошлого, сделанные в 1978—1979 годах и впоследствии проданные фотографами: Мартин Шрайбер и Ли Фройдландером продали снимки Playboy, а Билли Стоун, который снимал Русский балет Монте-Карло в первом составе ещё конца 1930-х годов, продал снимки Penthouse за 100 тыс. долларов. Это вызвало первый скандал в только что начавшейся карьере Мадонны. После этого мэр Бей-Сити отказался вручать ей ключ от родного города. В начале августа Los Angeles Times распространила информацию, что любительский фильм «Конкретная жертва» (1979) с участием артистки является порнографическим, что сразу подхватили другие издания. 16 августа 1985 года Мадонна вышла замуж за актёра Шона Пенна. Только в октябре LA Times неохотно написала опровержение, что к «разочарованию поклонников» Мадонна не является бывшей порнозвездой.

#### True Blue, развод,Like a Prayer
Третий альбом True Blue с посвящением мужу Шону Пенну вышел в 1986 году. Пластинка стала продюсерским дебютом Мадонны (совместно с Патриком Леонардом и Стивеном Бреем) и самым «пряничным» и коммерчески успешным релизом певицы. Альбом возглавил чарты 14 стран. Журнал Rolling Stone охарактеризовал True Blue как «искренне звучащий». Певица поменяла имидж и впервые предстала в голливудском образе соблазнительной голубоглазой блондинки. В альбом вошла знаковая баллада «Live to Tell», написанная для фильма «В упор». «Live to Tell» стала первым для Мадонны хитом № 1 чарта Billboard Hot 100 в качестве автора. На первую строчку Billboard попали ещё две песни из альбома: «Papa Don’t Preach» Брайана Эллиота (единственная песня альбома, где Мадонна не основной автор, а автор дополнительной лирики) и «Open Your Heart» (Мадонна/Кол/Райфельсон).

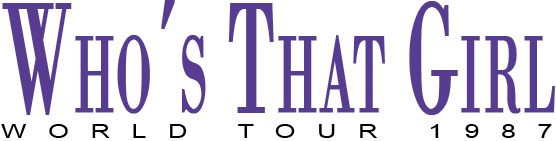
Логотип первого мирового тура Мадонны, 1987 год

В 1987 году снялась в фильме «Кто эта девчонка?». В рамках промо к картине Мадонна первые появилась в ток-шоу на телевидении, дав интервью Джонни Карсону. Картина провалилась в прокате, а New York Times назвал её худшим фильмом года. Заглавная одноимённая композиция саундтрека стала хитом № 1 в США и Великобритании. В том же году Мадонна Луиза Чикконе-Пенн совершила первый мировой тур «Who’s That Girl World Tour». Успех тура скомпенсировал неудачу в кино, однако во время гастролей её муж сидел в тюрьме.
В 1988 году дебютировала на Бродвее в постановке «Пошевеливайся». Во время репетиций сдружилась с актрисой и открытой бисексуалкой Сандрой Бернхард. Это вызвало кривотолки общественности и гнев недавно вышедшего из тюрьмы мужа. Мадонна и Бернхард в одинаковых одеждах появились на ток-шоу Дэвида Леттермана, что повлекло за собой скандал и множество публикаций с отрицательными оценками. В конце 1988 года Мадонна и Пенн развелись.

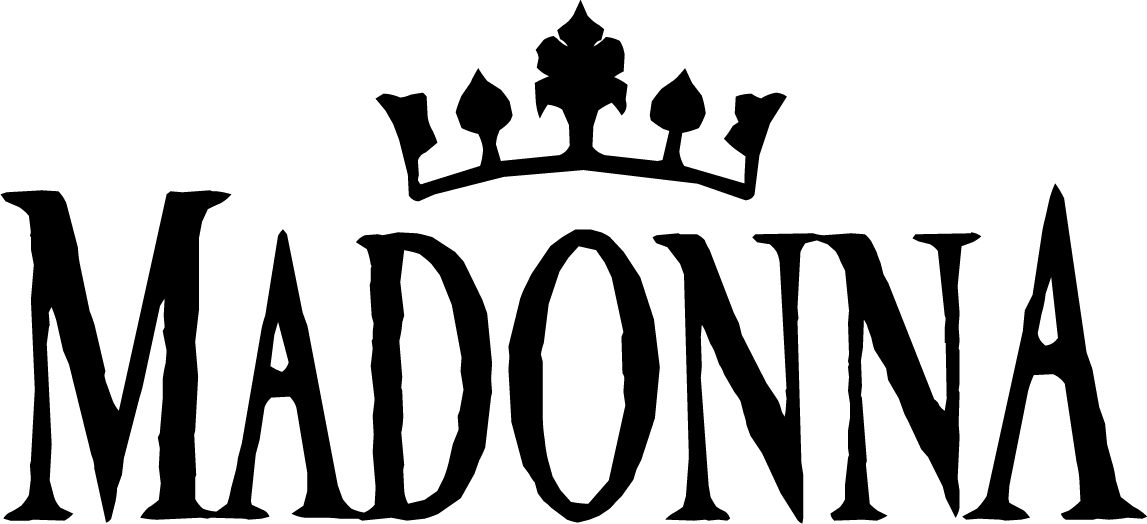
Логотип альбома Like a Prayer. В 2020 году журнал Time задним числом назвал её «Женщиной года — 1989».

В начале 1989 года подписала контракт с компанией «Пепси», согласно которому её новая песня «Like a Prayer» должна была дебютировать в рекламе компании. Рекламный ролик показывал детство певицы, но видеоклип к песне содержал анти-расистский сюжет и множество католических символов, в том числе стигматы и горящие кресты. Двусмысленные отношения героини с ожившей статуей чернокожего святого (Мартина де Порреса) шокировали телезрителей и спровоцировали общественные организации, у которых ещё были свежи воспоминания о скандале 1988 года с фильмом «Последнее искушение Христа». «Пепси» изъяла рекламу из ротации и расторгла контракт. Представители Ватикана осудили видеоклип и в первый раз пригрозили Чикконе отлучением от Церкви. Компания Nike также отказалась от запланированного рекламного контракта с певицей, задав многолетний тренд.
Четвёртый альбом Мадонны Like a Prayer с посвящением матери, «которая научила меня молиться», вышел в марте 1989 года и стал поворотным в карьере Мадонны. Диск возглавил чарты 11 стран. Журнал Rolling Stone охарактеризовал альбом как «настолько близкий к искусству, насколько поп-музыка может быть» и позднее включил в свой список «500 величайших альбомов всех времён», а британский NME поставил диску редкие 10 баллов.

### 1990-е годы: Пик популярности, коммерческий спад и его преодоление

#### «В постели с Мадонной»
Тур «Blond Ambition World Tour» в поддержку альбома Like A Prayer и саундтрека I’m Breathless прошёл в 1990 году. Документальный фильм о прошедшем туре назывался «Мадонна: Правда или вызов». За пределами США и Канады (стран, где была популярна игра для вечеринок «Правда или действие?») прокатчики пустили ленту под другим названием — «В постели с Мадонной». Оно не отражало содержания, но Чикконе не имела права его изменить, хотя и «ненавидела название из-за его глупости». Фильм попал в десятку самых прибыльных документальных картин всех времён, и газета New York Times назвала его «умным, дерзким, ярким автопортретом». Во главе компании-прокатчика стоял Харви Вайнштейн, безуспешно пытавшийся приставать к певице.
В том же 1990 году Чикконе шокировала общественность клипом на песню «Justify My Love». Видео запретили к показу по телевидению из-за эротических сцен. Песня «Justify My Love» была обвинёна в плагиате: Мадонна использовала текст попавшегося ей на глаза письма Ингрид Чавез, тогдашней подружки сопродюсера песни Ленни Кравитца, но не упомянула Чавез в авторах. Chicago Sun-Times заклеймила исполнительницу позором «беспрецедентной подлости» воровства песни. Мадонна переписала песню, заменив текст цитатами из Откровения (новая версия называлась «The Beast Within»), но сразу подверглась новым обвинениям — в антисемитизме.
В 1991 году песня «Sooner or Later» из «Дика Трейси» была исполнена Мадонной на церемонии в образе, имитирующем Мэрилин Монро. Именно с этого момента 33-летнюю певицу стали называть в прессе «новой Мэрилин», одновременно предрекая скорый конец карьеры.

#### Erotica,Bedtime Stories
В 1992 году Чикконе основала свою собственную компанию, работающую в сфере развлечений — Maverick, совместное предприятие с Time Warner. Сделка предусматривала для музыканта рекордные авторские отчисления наравне с Майклом Джексоном.
В 1992 году в качестве промо предстоящего альбома ограниченным тиражом была выпущена «невероятно ироничная», по задумке Мадонны, книга-фотоальбом «S.E.X.» (два значения: рус. половая принадлежность, секс). Книга вызвала грандиозный скандал и несколько лет пользовалась наибольшим спросом из уже не издающихся. Пресса «хоронила карьеру» Мадонны и культивировала образ нимфоманки-маньячки, воплощения греха, сделавшей карьеру исключительно через постель.
В том же 1992 году вышел пятый студийный альбом Мадонны Erotica. Диск возглавил чарты лишь трёх стран: Австралии, Финляндии и Франции. В год релиза альбом был прохладно принят слушателями из-за «гигантской тени книги Sex», хотя некоторые музыкальные критики оценили его высоко (см. Unfinished Music No.1: Two Virgins). Синглы с него не имели привычного успеха в чартах. Тур 1993 года «The Girlie Show» прошёл, в основном, по Европе, Южной Америке и Австралии. Он содержал больше бурлеска, иронии и клоунады, нежели эротики. Это смягчило негатив после выхода книги «Sex», альбома Erotica и киноролей.
В марте 1994 года Мадонна второй раз вызвала большой скандал, появившись в качестве гостя на ТВ-шоу Дэвида Леттермана (первый раз это было в 1988). На шоу она смачно материлась. За этим последовало обилие негативных публикаций о «шокирующих 13 матерных словах на национальном телевидении». Рэй Кэррисон из New York Post сформулировал отношение: «Она построила свою карьеру, если это можно так назвать, на богохульстве, пошлости, невежестве и похабщине. Смешно говорить о славе женщины, лишённой таланта и ума. Ей нечего продать, кроме скандала». Баллада «I'll Remember» из фильма «С почестями» стала первым шагом по смягчению имиджа.
Шестой студийный альбом Bedtime Stories вышел в 1994 году. Диск получил положительные отзывы критиков, но возглавил чарт лишь в Австралии. Мадонна поменяла стиль в сторону R’n’B и хип-хопа и впервые со времён Like A Virgin (1984) для записи альбома работала с уже известными продюсерами — Далласом Остином, Дэвидом Фостером, Дэйвом Холлом (работавшими с Мэрайей Кэри) и Нелли Хупером (работавшим с Бьорк). Песня Babyface и Мадонны «Take a Bow» оставалась № 1 американского Billboard Hot 100 в течение рекордных для Мадонны 7 недель, побив достижение «Like a Virgin».
В 1995 году международным хитом стала «You'll See» со сборника баллад Something to Remember. Сборник напомнил публике о таланте автора-исполнителя и продюсера, на что пресса до этого не обращала внимания на фоне скандалов. По мнению Дж. Рэнди Тараборелли, только тогда «впервые о её карьере заговорили более честно и справедливо».

#### «Эвита», материнство,Ray of Light
В 1996 году певица снялась в главной роли в экранизации мюзикла Эндрю Ллойда Уэббера «Эвита». За роль она получила «Золотой Глобус» за лучшую женскую роль в комедии или мюзикле. Эндрю Ллойд Уэббер получил «Оскара» за исполненную Мадонной «You Must Love Me». В октябре 1996 года у Мадонны родилась дочь Лурдес Мария Чикконе-Леон.
Седьмой студийный альбом Мадонны Ray of Light (1998) отразил «духовное перерождение» певицы и стал вторым знаковым в её творчестве после Like a Prayer. После Ray of Light в Мадонне снова начали видеть прогрессирующего музыканта. Альбом возглавил чарты 17 стран, в том числе Великобритании, и финишировал на второй строчке в американском Billboard 200. Сингл альбома «Frozen» стал первым со времён «Vogue» (1990) в дискографии певицы, финишировавшим на первом месте в Великобритании.
По сложившейся традиции снисходительного отношения к авторам-исполнителям поп-музыки, многие критики приписали успех пластинки сопродюсеру Орбиту. Ray of Light впервые выиграл для Мадонны «Грэмми» за музыку, в том числе в номинации «Лучший поп-альбом». На имидж певицы того времени оказало большое влияние её увлечение книгой «Мемуары гейши» и фильмом 1990 года «Под покровом небес». В России, где фильм и книга не были особо популярны, распространилась версия о «воровстве идеи клипа» у отечественной певицы Линды. Исполнение Мадонной песни на санскрите на церемонии MTV VMA возмутило индийского профессора Чатуверди: «Молитва в устах певицы — мертва, поскольку она произносит „Shanti, Shanti“, как „Shant-ee Shant-ee“, с длинным звуком Е, а нужно с коротким».

### 2000-е годы: «Английский» период

#### Musicи второй брак
В 2000 году вышел фильм c Мадонной в главной роли «Лучший друг». Для саундтрека к нему она записала кавер-хит «American Pie». Он стал её первым хитом № 1 в Великобритании, автором которого она не являлась. В начале того же года певица переехала в Лондон к своему бойфренду Гаю Ричи, поэтому впервые в карьере записывала альбом вне США.
В сентябре вышел восьмой студийный альбом Music. Диск получил лестные отзывы критиков и возглавил чарты 17 стран, в том числе — впервые со времён Like a Prayer — чарт США . Под влиянием соавтора и сопродюсера диска Мирвэ Мадонна полностью поменяла звучание и начала использовать вокодер. Для альбома она выбрала гротескный имидж ковбойши, выражавший одновременно ностальгию и ироничное отношение к Америке жительницы Лондона. Мадонна и Гай Ричи поженились через несколько месяцев после рождения их сына.
В 2001 году впервые с 1993 года Мадонна отправилась в аншлаговый мировой тур «Drowned World Tour» в поддержку последних двух альбомов. Концерты получили положительные отзывы критиков, хотя те и отмечали чересчур мрачную драматургию и почти полное отсутствие в сет-листе песен из 1980-х. После терактов 11 сентября Мадонна Ричи исключила из шоу эпизод ответной стрельбы из ружья в самурая, по сюжету пытавшегося отрубить ей голову.

#### American Lifeи детские книги
Девятый альбом American Life вышел в 2003 году и возглавил хит-парады 13-ти стран, в том числе США и Великобритании. Альбом написан и спродюсирован Мадонной в сотрудничестве с Мирвэ в жанрах фолка и фолктроники. American Life стал самым провальным по продажам в карьере певицы на тот момент. Альбом вызвал смешанные отзывы критиков из-за темы развенчания «американской мечты» в свете 11 сентября, войны в Афганистане и Ираке. Во Франции и других странах, не участвующих в операции против талибов, диск имел больший успех из-за пацифистского настроения.
В сентябре 2003 года Мадонна Ричи дебютировала в детской литературе книжкой с картинками «Английские розы», возглавив список бестселлеров газеты The New York Times. Выступление Мадонны на церемонии MTV за две недели до этого спровоцировало неуместный для детской писательницы скандал. На сцене Мадонна была в костюме жениха, а Бритни Спирс и Кристина Агилера в одинаковых платьях невест, идентичных платью Мадонны и надписью Boy Toy на церемонии VMA в 1984 году. Французский поцелуй со Спирс (импровизация Бритни вместо репетированного обычного причмока) вызвал в прессе скандал. Мадонна, хотевшая изначально выступать с Пинк, с трудом оправдывалась за коллегу логичностью поцелуя в исполняемых сценических образах. Рабби Шмуель Ботеах (консультант Майкла Джексона по иудаизму): «Сию непристойную выходку она позже объяснила „сестринскими чувствами“, чем вообще поставила под сомнение наличие у публики здравого смысла».
В 2004 году прошёл мировой тур «Re-Invention World Tour» в поддержку American Life. Выступления вызвали смешанную реакцию критиков из-за призывов певицы со сцены смотреть фильм Майкла Мура «Фаренгейт 9/11». Во время тура был снят документальный фильм «Мадонна. Я хочу открыть вам свои секреты». Помимо концертных номеров и закулисной жизни фильм демонстрировал увлечение певицы «Зоаром» и отношения с мужем и детьми.

#### Confessions on a Dance Floor
Пластинка 2005 года Confessions on a Dance Floor вышла в ноябре и стала третьей определяющей (после Like a Prayer и Ray of Light). Электронно-танцевальный десятый студийный альбом был отлично принят критиками и вернул Мадонне первые позиции в 40 странах мира, включая Великобританию и США. Это произошло в немалой степени благодаря мега-хиту «Hung Up», написанному на основе семпла группы Abba. Из-за отсутствия ротации новых песен Мадонны в США со времён скандала American Life родина певицы стала одной из немногих стран, где сингл «Hung Up» не стал хитом № 1.
Во время последующего тура в поддержку альбома произошёл скандал, вызванный, по мнению музыкального критика Люси О’Брайен, переживанием близости смерти в связи с падением Чикконе с лошади. Исполнение баллады «Live To Tell» а-ля Иисус Христос с терновым венцом на зеркальном кресте в сопровождении видеоряда страдающих в Африке детей сопровождалось цитатой из Мф. 25:40. В конце номера были показаны адреса сайтов сбора пожертвований для больных африканских детей. Выступление вызвало вопросы у активистов западных общественных движений. Недовольства довольно быстро сошли на нет по причине распространения видео через интернет и последующего заявления певицы. По окончании тура певица с мужем усыновили ребёнка из Малави. Все билеты на концерты тура были распроданы, кроме первого концерта певицы в Москве. В Москве Русская Православная Церковь в лице своих официальных представителей призывала верующих бойкотировать выступление, назвав его «богохульным».

#### Hard Candyи развод
Одиннадцатый альбом Hard Candy вышел в начале 2008 года и возглавил чарты 37 стран, в том числе США и Великобритании. Для работы над Hard Candy Мадонна обратилась к хит-продюсерам второй половины 2000-х годов: Тимбалэнду, Джастину Тимберлейку и Фарреллу Уильямсу. Причину смены стиля певица объяснила интересом к этим артистам, африканским ритмам и надеждой вернуть себе любовь американских радиослушателей, которых потеряла после альбома American Life.
Пластинка получила в целом положительные отзывы, но они были намного хуже прошлого альбома. Критикам не понравилось отсутствие оригинальности, свойственной предыдущим работам Мадонны — впервые с 1984 года она доверилась команде Тимбалэнда и не принимала участия в продюсировании пяти треков альбома. Альбом стал величайшим коммерческим провалом в карьере и разочарованием для поклонников в Европе. Первым синглом стал дуэт с Тимберлейком «4 Minutes». Песня стала самым успешным синглом Мадонны в Штатах с 2001 года, но так и не стала № 1 из-за недостаточной ротации на радио. Сингл стал рекордным 13-м хитом № 1 в Великобритании. Успех сингла-дуэта не улучшил продажи альбома. Тур «Sticky and Sweet Tour» в поддержку диска побил рекорд успешности для сольного исполнителя.
В 2009 году вышел сборник лучших хитов Celebration. Он поставил точку в 25-летних отношениях певицы с лейблом Warner Bros. Новая сделка с промоутером туров Live Nation была подписана ещё в 2007 году и предусматривала комплексный 10-летний контракт.

### 2010-е годы: Борьба с переходом в статус «легенда 80-х»

#### «МЫ. Верим в любовь»,MDNA, XLVI Супербоул
В январе 2012 года песня «Masterpiece» из режиссёрского полнометражного дебюта Мадонны «МЫ. Верим в любовь» была признана лучшей на церемонии вручения премии «Золотой глобус», что вызвало скандал между Элтоном Джоном, его мужем и Мадонной. 5 февраля Чикконе выступила в перерыве 46-го (XLVI) Супербоула с попурри из старых песен и новой композицией «Give Me All Your Luvin’». Выступление стало на тот момент самой просматриваемой телепередачей в истории США, но также вызвало критику. Новый сингл установил рекорд по попаданиям в первую десятку Billboard Hot 100 для сольного исполнителя. Сингл попал туда только благодаря высоким продажам. Он не только в очередной раз не получил поддержки американских радиостанций, но и впервые — британских. Клип на второй сингл «Girl Gone Wild» подвергся цензурному запрету YouTube из-за откровенных сцен.
Двенадцатый альбом MDNA вышел в марте 2012 года на новом для неё лейбле Interscope. Диск сразу попал на первое место в хит-парадах 20 стран, в том числе США и Великобритании. Критики оценили «мрачный альбом болезненного развода» на уровне предыдущего. The Telegraph назвала его «вероятным последним успехом» по причине ставшего явным авторского застоя. Пластинка стала худшей по продажам в карьере.
Тур в поддержку альбома «MDNA Tour» стал самыми успешными и скандальными гастролями 2012 года.

#### Rebel Heart,клоунское шоу
В декабре 2014 года израильский хакер взломал компьютер Мадонны. Произошла утечка в Интернет более 40 демо-версий композиций тринадцатого студийного альбома. Релиз альбома Rebel Heart произошёл в марте 2015 года. Диск был принят музыкальными критиками лучше предыдущих двух релизов — Hard Candy и MDNA. Журнал Time задним числом раскритиковал явную дискриминацию по половому признаку, сквозившую в рецензиях на эти альбомы.
Лонгплей Rebel Heart возглавил чарты 14 стран и достиг второй строчки главных альбомных чартов США и Великобритании. Однако продажи побили антирекорд предыдущего альбома, став худшими за карьеру. Синглы не получили поддержки главной радиостанции Великобритании Radio 1, что вызвало скандал.
Тур «Rebel Heart Tour» в поддержку альбома сделал Мадонну рекордсменом среди сольных исполнителей по сумме выручки с проданных билетов в эру Nielsen SoundScan. Во время тура в марте 2016 года бесплатно выступила для австралийских фанатов в театре с камерной программой «Madonna: Tears of a Clown». Второй «клоунский» благотворительный концерт прошёл в декабре того же года в Майами в рамках сбора средств на первый в Малави детский хирургический центр.
В мае 2016 года Мадонна выступила в память недавно умершего Принса на церемонии Billboard Music Awards. Её живое исполнение хита «Nothing Compares 2 U», переходящее в дуэт со Стиви Уандером «Purple Rain», стало лучшим выступлением вечера по мнению редакции журнала Billboard.

#### Madame X, «Евровидение»
Эра альбома Madame X
В январе 2018 года Мадонна подтвердила через Инстаграм, что работает над новым альбомом. В том же году она появилась на ежегодном балу Института костюма Анны Винтур с темой «Небесные тела: мода и католическое воображение» Met Gala, где исполнила новую песню «Beautiful Game», а также «Like a Prayer» и хит Леонарда Коэна «Hallelujah», совместно со знаменитым хором The Clarion Choir. Выступление певицы было согласовано с Ватиканом, а американский кардинал Долан и консультант секретариата Ватикана по делам коммуникаций Джеймс Мартин присутствовали на мероприятии. «Католическая Лига», до этого называвшая Мадонну «ведьмой», не стала протестовать. Ещё в 1990-х Джеймс Мартин критиковал лидеров «Лиги» за частую склонность осуждать что-то, не прочитав или не посмотрев — это подрывало авторитетность их слов и создавало представление о «бездумной» Католической церкви.
18 мая 2019 года в качестве промо будущего альбома Мадонна выступила как приглашённый гость на конкурсе «Евровидение-2019» в Тель-Авиве (Израиль). Выступление вызвало скандал: Мадонна появилась на сцене с повязкой на глазу а-ля Вотан из второго акта оперы «Валькирия» запрещённого в Израиле за антисемитизм Рихарда Вагнера (1813—1883), также использовав визуализацию темы огня из третьего акта. Во время политизированного перформанса по какой-то причине она испытывала трудности с вокалом во время исполнения первой песни. По версии популярного преподавателя по вокалу Тристана Паредеса, ошибочно включённый техником автотюн (не путать с вокодером) уносил вокал на неверные ноты, поскольку американка выступала сразу после использовавшей автотюн израильтянки Неты Барзилай.
14 июня 2019 года состоялся релиз лонгплея Madame X, ставшего 14-м студийным альбомом Мадонны и третьим на лейбле Interscope Records. Диск был положительно оценён музыкальной критикой. Альбом возглавил американский Billboard 200, португальский и аргентинский чарты. Срежиссированный Мадонной мировой камерный тур «Madame X Tour» впервые в её карьере проходил по театрам. После прошедших 75 концертов тура два последних выступления были отменены из-за угрозы распространения COVID-19.

### 2020-е годы: Современный период

#### Возвращение к Warner Music Group
8 октября 2021 года был выпущен концертный фильм «Мадам Икс», а также саундтрек-альбом к нему. В том же году было объявлено, что Мадонна возвращается на лейбл Warner Music Group (WMG), который с 2025 года будет обладать всеми правами на её бэк-каталог, в том числе уже изданные на Interscope Records альбомы.
Сборник ремиксов Finally Enough Love был выпущен в августе 2022 года и стал первым крупным релизом в рамках возобновившегося сотрудничества c WMG. Альбом попал в «первую десятку» в США и достиг третьего места в Великобритании. Он также возглавил альбомные чарты Австралии и четырёх стран Евросоюза: в 50-трековой версии — Бельгии (оба Ultratop: Фландрии и Валлонии), Португалии и Нидерландов, в 16-трековой версии — Хорватии.
В январе 2023 года был анонсирован новый, двенадцатый по счёту, мировой тур — в честь 40-летия звукозаписывающей карьеры — под названием «The Celebration Tour». Концерты на стадионах и аренах Северной Америки и Европы были запланированы на лето и осень того же года. Из-за проблем со здоровьем Мадонны начало тура перенесли на осень. Финальной точкой тура стало бесплатное выступление на пляже в Рио-де-Жанейро перед 1,6 млн зрителей, в рамках мероприятий по подготовке к которому бразильские власти вручили певице почётное гражданство.

## Другая деятельность

### Кинематограф
| Примечание: — главная роль, — «Золотая малина» за худшую женскую роль, — «Золотая малина» за худшую женскую роль второго плана. | Примечание: — главная роль, — «Золотая малина» за худшую женскую роль, — «Золотая малина» за худшую женскую роль второго плана. | Примечание: — главная роль, — «Золотая малина» за худшую женскую роль, — «Золотая малина» за худшую женскую роль второго плана. | Примечание: — главная роль, — «Золотая малина» за худшую женскую роль, — «Золотая малина» за худшую женскую роль второго плана. | Примечание: — главная роль, — «Золотая малина» за худшую женскую роль, — «Золотая малина» за худшую женскую роль второго плана. | Примечание: — главная роль, — «Золотая малина» за худшую женскую роль, — «Золотая малина» за худшую женскую роль второго плана. | Примечание: — главная роль, — «Золотая малина» за худшую женскую роль, — «Золотая малина» за худшую женскую роль второго плана. | Примечание: — главная роль, — «Золотая малина» за худшую женскую роль, — «Золотая малина» за худшую женскую роль второго плана. | Примечание: — главная роль, — «Золотая малина» за худшую женскую роль, — «Золотая малина» за худшую женскую роль второго плана. | Примечание: — главная роль, — «Золотая малина» за худшую женскую роль, — «Золотая малина» за худшую женскую роль второго плана. |
| Год | Название на русском | Название на языке оригинала | Режиссёр | Роль | | | | | |
| XX век | XX век | XX век | XX век | XX век | XX век | XX век | XX век | XX век | XX век |
| --- | --- | --- | --- | --- | --- | --- | --- | --- | --- |
| 1985 | Отчаянно ищу Сьюзен | Desperately Seeking Susan | Сьюзен Зейделман | авантюристка Сьюзен | | | | | |
| 1986 | Шанхайский сюрприз | Shanghai Surprise | Джим Годдар | сотрудница миссии христиан-евангелистов Глория Тейтлок                                                                          | | | | | |
| 1987 | Кто эта девчонка? | Who’s That Girl | Джеймс Фоули | ошибочно осуждённая женщина-заключённая Никки Финн                                                                              | | | | | |
| 1989 | Ищейки с Бродвея | Bloodhounds of Broadway | Говард Брукнер | клубная певица Гортензия Хэтэуэй                                                                                                | | | | | |
| 1990 | Дик Трейси | Dick Tracy | Уоррен Битти | персонаж комикса Махоуни | | | | | |
| 1991 | В постели с Мадонной | Truth or Dare ( Северная Америка) / In Bed with Madonna ( Соединённое Королевство)                                              | Алек Кешишян | играет себя (документальное кино)                                                                                               | | | | | |
| 1991 | Тени и туман | Shadows and Fog | Вуди Аллен | акробатка Мари́ | | | | | |
| 1992 | Их собственная лига | A League of Their Own | Пенни Маршалл | центральный филдер Мэй Мордабито                                                                                                | | | | | |
| 1993 | Тело как улика | Body of Evidence | Ули Эдель | галеристка Ребекка Карлсон | | | | | |
| 1993 /1994 | Опасная игра | Dangerous Game / Snake Eyes | Абель Феррара | актриса Сара Дженнингс | | | | | |
| 1995 | Четыре комнаты («Недостающий ингредиент»)                                                                                       | Four Rooms («The Missing Ingredient»)                                                                                           | Эллисон Андерс | ведьма Элспет | | | | | |
| 1996 | Эвита | Evita | Алан Паркер | Эва Перон | | | | | |
| 2000 | Лучший друг | The Next Best Thing | Джон Шлезингер | инструктор по йоге Эбби Рейнольдс                                                                                               | | | | | |
| XXI век | | | | | | | | | |
| 2001 | BMW напрокат («Звезда») | The Hire («Star») | Гай Ричи | имя персонажа не указано (короткометражный фильм)                                                                               | | | | | |
| 2002 | Унесённые | Swept Away | Гай Ричи | жена владельца фармацевтической компании Эмбер Лейтон                                                                           | | | | | |
| 2002 | Умри, но не сейчас | Die Another Day | Ли Тамахори | тренер по фехтованию Верити (камео)                                                                                             | | | | | |
| 2006 | Артур и минипуты | фр. Arthur et les minimoys англ. Arthur and the Invisibles                                                                      | Люк Бессон | Озвучивание: принцесса Селения                                                                                                  | | | | | |
| | | | | | | | | | |

### Писательство
Для звукового оформления сайта серии книг «Английские розы» Мадонной была выбрана Прелюдия Баха из «Партиты для скрипки № 3 ми мажор» (BWV 1006) в переложении для фортепиано С. В. Рахманинова. Серия насчитывает 14 книг (2003—2009).
Избранная библиография
- 1992 — S.E.X., промо к альбому Erotica, далее не переиздавалась (фотографии — Стивен Майзель)
  - 2022 — для 6-дневной выставки креативного директора Saint Laurent Энтони Ваккарелло в Art Basel Майами-Бич (с 29 ноября по 4 декабря), приуроченной к 30-летию книги Мадонны, было напечатано ещё 800 экземпляров[270][271]
- 2003 — Английские розы (илл. — Джеффри Фулвимари)
- 2003 — Яблоки мистера Пибоди (илл. — Лорен Лонг)
- 2004 — Яков и семеро разбойников (илл. — Геннадий Спирин)
- 2004 — Приключения Абди (илл. — Андрей и Ольга Дугины)
- 2005 — Лотса Тугой Кошель (илл. — Руи Паэс)
- 2006 — Английские розы. Любовь и дружба (илл. — Стейси Петтерсон)

### Предпринимательство
В 1992 году Мадонна основала собственный звукозаписывающий лейбл Maverick Records. Лейбл подписал таких в будущем успешных сольных исполнителей, как Аланис Мориссетт (рекордные для лейбла 20,5 млн проданных альбомов в США к 2004 году) и Мишель Бранч, группы The Prodigy, Deftones, Candlebox, Tantric, а также выпустил восемь саундтреков-бестселлеров — к фильмам «Матрица», «Матрица: Перезагрузка», «50 первых поцелуев», «Убить Билла. Фильм 1», «Остин Пауэрс: Шпион, который меня соблазнил», «Певец на свадьбе» (два) и мультфильму «Rugrats in Paris: The Movie». Летом 2004 года Мадонна продала свою долю в звукозаписывающей компании гиганту индустрии Warner Music. Это произошло после обмена взаимными исками. После этого с релизами 2005—2006 года схожего коммерческого успеха добились ещё три группы — Story of the Year, The Wreckers и Jack's Mannequin (последняя — по данным сертификаций RIAA, обновлённым в 2021 году), так как лейбл прекратил свою основную деятельность в 2007 году.
В 2010 году открыла сеть собственных фитнес-клубов, названных в честь альбома Hard Candy.
В конце 2010 года Мадонна вместе с дочерью Лурдес запустила бренд молодёжной одежды Material Girl.
В 2011 году был основан фэшн-бренд Truth or Dare by Madonna. В 2014 году запустила в японском Токио серию косметических средств по уходу за кожей, названную в честь альбома MDNA.
- Boy Toy, Inc (1985)[278]
- Webo Girl Publishing, Inc (1992)[279]
- Maverick (1992)
- Raising Malawi (2006)
- Hard Candy Fitness[англ.] (2010)
- Truth or Dare by Madonna (2011)

## Личная жизнь

### Мужья и дети
- Первый муж — Шон Пенн (род. 17 августа 1960), американский актёр. Брак (1985—1989) был бездетным.
- Партнёр (фактический брак c 1994 по 1997) — Карлос Леон (род. 10 июля 1966), американский фитнес-тренер и актёр кубинского происхождения. Наиболее известен по эпизодической роли в культовом американском фильме «Большой Лебовски» (Джоэл Коэн и Итан Коэн, 1998 год).
  - Дочь — Лурдес Мария Чикконе-Леон (род. 14 октября 1996).
- Второй муж — Гай Ричи (род. 10 сентября 1968), британский кинорежиссёр. Во втором браке певица была известна как Мадонна Ричи или Мадонна Ритчи (в наиболее частотной русской версии — Ричи [ˈrʲit͡ɕɪ] — была использована та же логика, что при транскрибировании имени Ричи Блэкмора)[280]. Имя «Мадонна Луиза Вероника Чикконе-Ритчи» обычно читается по-русски как [mɐˈdonːə ɫʊˈizə vʲɪrɐˈnʲikə t͡ɕɪˈkonʲɪ ˈrʲit͡ɕːɪ][16][281]. 
Дети от этого брака (2000—2008):
  - Сын — Рокко Джон Ричи (род. 11 августа 2000).
  - Сын — Дэвид Банда Мвале Чикконе-Ричи (род. 2005) — усыновлён в 2006 году[282].
- Удочерённые в одиночку:
  - Дочь — Чифундо Мерси Джеймс Чикконе (род. 2006) — удочерена в 2009 году.
  - Дочери — близнецы Стелла и Эстер Чикконе (род. 2012) — удочерены в 2017 году[282].

### Место жительства
С 1978 года Мадонна жила в основном в Нью-Йорке. В начале 2000 года, будучи беременной, переехала к Гаю Ричи на постоянное место жительства в Лондон. Во время брака с ним (2000—2008) Мадонна обладала вторым британским подданством, которое утратила с разводом, однако в 2011 году она продолжала платить налоги в Великобритании. В сентябре 2017 года Мадонна переехала на постоянное место жительства в португальский Лиссабон.

## Дискография
Избранная дискография

— на лейблах Sire Records / Maverick Records / Warner Music Group:
- 1983 — Madonna
- 1984 — Like a Virgin
- 1986 — True Blue
- 1987 — Who’s That Girl (саундтрек)
- 1987 — You Can Dance (сборник ремиксов)
- 1989 — Like a Prayer
- 1990 — I’m Breathless (саундтрек)
- 1990 — The Immaculate Collection (сборник хитов)
- 1992 — Erotica
- 1994 — Bedtime Stories
- 1995 — Something to Remember (сборник баллад)
- 1996 — Evita (саундтрек)
- 1998 — Ray of Light
- 2000 — Music
- 2001 — GHV2 (сборник хитов)
- 2003 — American Life
- 2005 — Confessions on a Dance Floor
- 2008 — Hard Candy
- 2009 — Celebration (сборник хитов)
- 2022 — Finally Enough Love: 50 Number Ones (сборник ремиксов)

— на лейбле Interscope Records / Universal Music Group:
- 2012 — MDNA
- 2015 — Rebel Heart
- 2019 — Madame X

## Туры
- 1985 — «The Virgin Tour»
- 1987 — «Who’s That Girl World Tour»
- 1990 — «Blond Ambition World Tour»
- 1993 — «The Girlie Show World Tour»
- 2001 — «Drowned World Tour»
- 2004 — «Re-Invention World Tour»
- 2006 — «Confessions Tour»
- 2008—2009 — «Sticky and Sweet Tour»
- 2012 — «The MDNA Tour»
- 2015—2016 — «Rebel Heart Tour»
  - 2016 — «Madonna: Tears of a Clown»
- 2019—2020 — «Madame X Tour»
- 2023 — «The Celebration Tour»